# Zuvanda meyeri
Zuvanda meyeri är en korsblommig växtart som först beskrevs av Pierre Edmond Boissier, och fick sitt nu gällande namn av Askerova. Zuvanda meyeri ingår i släktet Zuvanda och familjen korsblommiga växter. Inga underarter finns listade i Catalogue of Life.